# 特瑟內
特瑟內是非洲東北部國家厄立特里亞的城鎮，由加什-巴爾卡區負責管轄，位於該國西部馬雷布河畔，距離首府巴倫圖約115公里，毗鄰與蘇丹接壤的邊境，主要農產品有棉花、芝麻和高粱，人口約18,000。

## 外部連結
（页面存档备份，存于）
15°06′36″N 36°39′27″E / 15.11000°N 36.65750°E